# Daniela Mogurean
Daniela Mogurean (Chișinău, 16 de julho de 2001) é uma ginasta italiana, medalhista olímpica.

## Carreira
Mogurean conquistou a medalha de bronze nos Jogos Olímpicos de Verão de 2020 em Tóquio na prova feminina por equipes da ginástica rítmica, ao lado de Martina Centofanti, Agnese Duranti, Alessia Maurelli e Martina Santandrea, com um total de 87.700 pontos na sua performance.